# إدغار روس
إدغار روس (بالإنجليزية: Edgar Ross)‏ (27 يوليو 1949 بتوسكالوسا في الولايات المتحدة - 25 يونيو 2012 بدوثان في الولايات المتحدة) هو ملاكم أمريكي.

## إحصائيات
خاض خلال مسيرته 62 نزالا، فاز في 58 وتعادل في 2 وخسر في 2. فاز بالضربة القاضية في 41 نزالا.

## روابط خارجية
- إدغار روس على موقع بوكس ريك (الإنجليزية) (registration required)